# Ferrara Bijbel

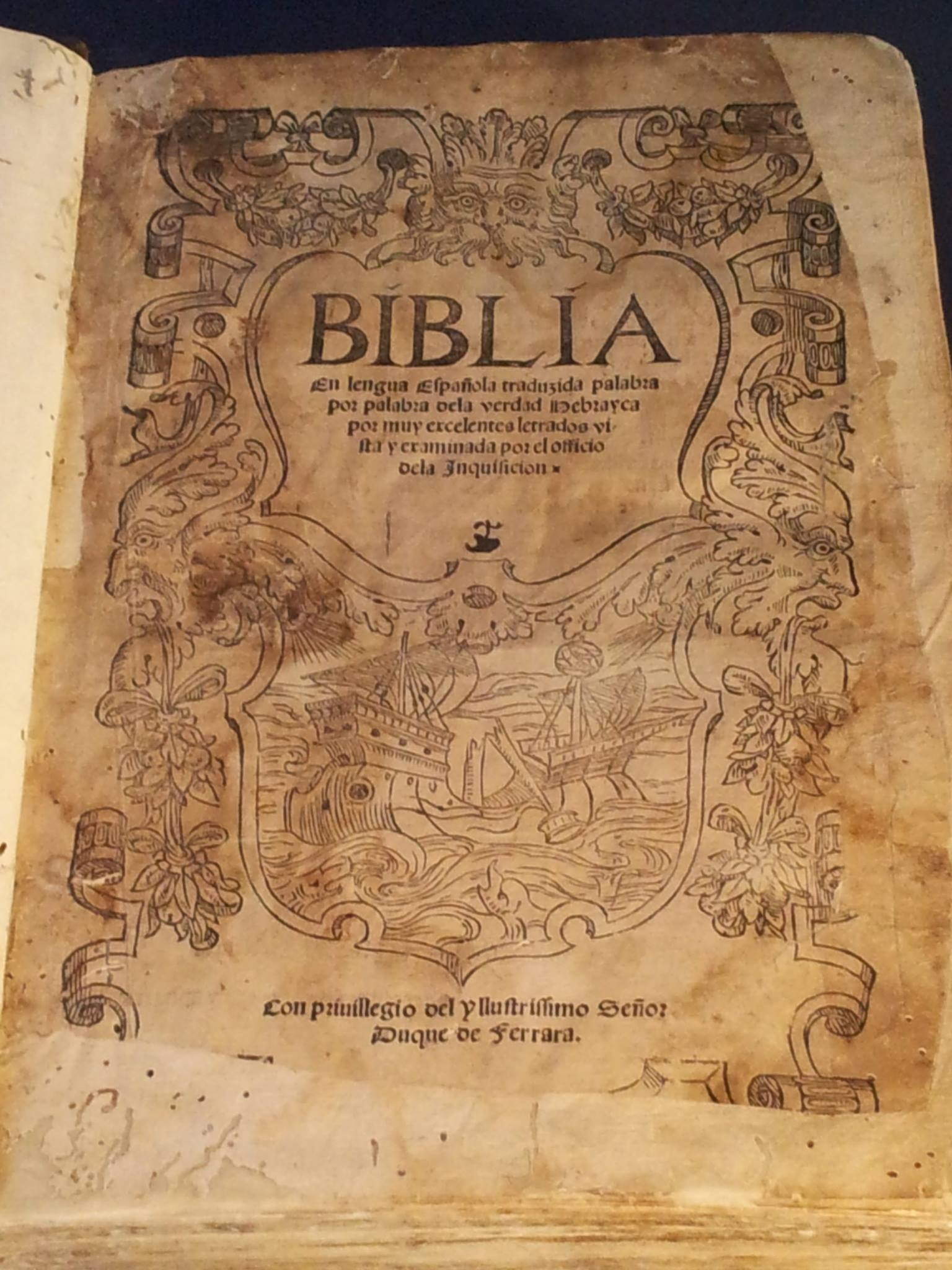
Ferrara Bijbel.

De Ferrara Bijbel is een vertaling van de Tenach in het Ladino. De vertaling kwam uit te Ferrara in 1553 en werd gebruikt door Sefardische Joden. Deze Bijbelvertaling werd gemaakt door de Portugese vertaler Abraham Usque en de Spaanse typograaf Yom-Tob Athias. De vertaling werd opgedragen aan Ercole II d'Este, hertog van Ferrara. De Ferrara Bijbel is een revisie van een vertaling die al langere tijd circuleerde onder Spaanse Joden. Er werden twee edities gedrukt. De ene editie werd opgedragen aan Ercole. De andere, die speciaal bedoeld was voor Joodse lezers, werd opgedragen aan de Portugese Jodin Gracia Mendes Nasi. In de 17e eeuw werd de Ferrara Bijbel meerdere malen herdrukt in Amsterdam.
Het taalgebruik van de vertaling wordt meer bepaald door de oorspronkelijke Hebreeuwse syntaxis dan door die van het alledaagse Ladino. In tegenstelling tot andere vertalingen uit die tijd in die taal, gebruikt de Ferrara Bijbel niet het Hebreeuwse, maar het Latijnse schrift, aangevuld met diakritische tekens om de klanken goed uit te drukken. De Godsnaam is vertaald als A, van Adonai. Joden spreken de Godsnaam nooit uit, maar lezen een ander woord als de Godsnaam in de tekst staat. Meestal gebruiken ze Adonai, dat mijn Heer betekent.
De Ferrara Bijbel werd intensief gebruikt door Casiodoro de Reina bij het tot stand komen van de Reina-Valera.